# 앤의 꿈의 집
앤의 꿈의 집(Anne's House of Dreams)은 루시 모드 몽고메리의 빨간 머리 앤 시리즈의 다섯번째 작품으로 앤의 신혼 초기 시절을 묘사한다.

## 등장 인물

### 블라이스 가(家)
- 앤 블라이드
- 길버트 블라이드
- 제임스 매슈 블라이드
- 수전 베이커

### 에이번리
- 마릴라 커스버트
- 레이첼 린드
- 데이비 키스
- 도라 키스
- 다이애나 베리
- 하몬 앤드류스
- 해리슨
- 폴 어빙
- 제인 잉글리스
- 필리파 고든

### 글렌 세인트 메리
- 캡틴 짐 보이드
- 코닐리어 브라이언트
- 마셜 엘리엇
- 레슬리 (웨스트) 무어
- 딕 무어
- 조지 무어
- 데이빗 블라이스

### 예전의 꿈의 집
- 엘리자베스 러셀

### 기타
- 오언 포드